# قارچ‌های شکمی

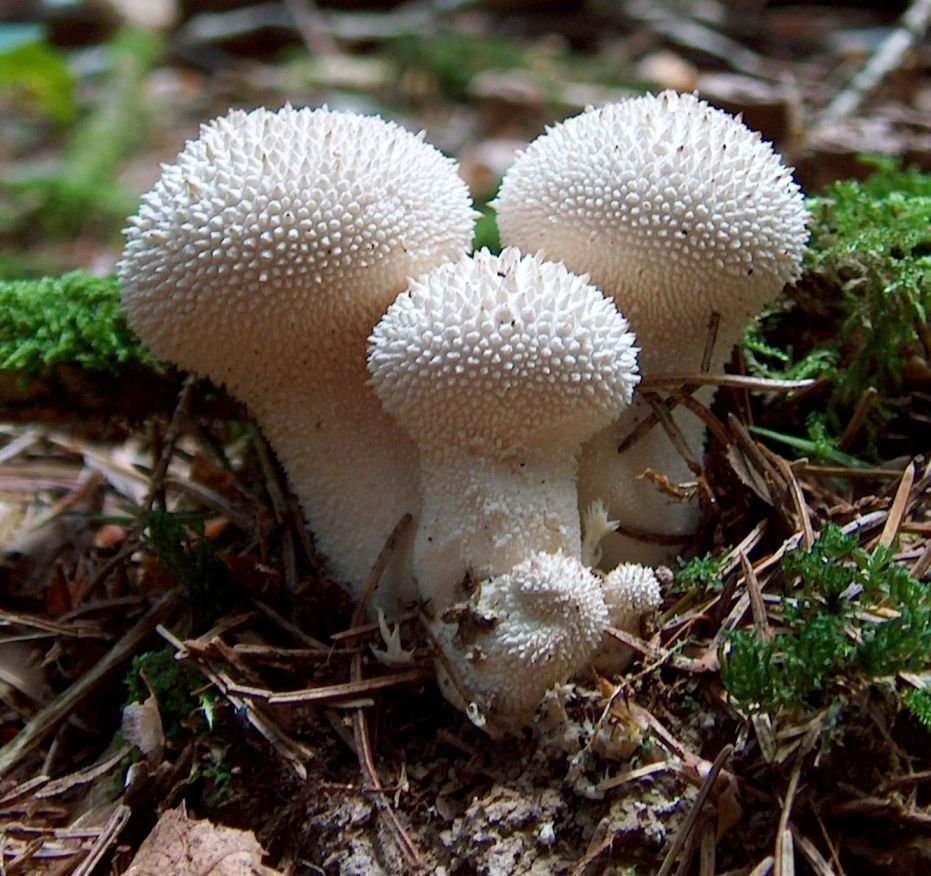
قارچ پفی گلمیخ‌دار یکی از قارچ‌های شکمی است.

قارچ‌های شکمی (انگلیسی: Gasteroid fungi) نام گروهی از قارچ‌ها از شاخه قارچ‌های چتری است. قارچ‌های شکمی پیش از این در ردهٔ شکم‌قارچان (Gasteromycetes) یا در راستهٔ شکم‌قارچ‌سانان رئا (Gasteromycetales Rea) قرار داده می‌شدند اما این رده و راسته هر دو امروزه منسوخ شده‌اند. 
نام‌گذاری این گروه به این خاطر است که در قارچ‌های شکمی هاگ‌ها در درون اندام بارده (basidiocarps) تولید می‌شود نه در سطح بیرونی قارچ.